# 恩礼奇
恩禮奇（義大利語：Luigi Ermenegildo Ricci；1886年8月28日—1931年11月23日），是天主教義大利籍主教及方濟會會士。曾任中國湖北省老河口宗座代牧區宗座代牧（1922年-1930年）。

## 生平
恩禮奇出生於1886年8月28日，在義大利王國阿雷佐省。1903年他在16歲時加入方濟會的托斯卡納五傷聖痕會省。1910年6月29日，恩禮奇在23歲時在阿雷佐省晉鐸。1912年赴中國湖北省傳教，任穀城縣茶園溝修院院長。
1922年2月21日，恩禮奇在35歲時獲時任教宗庇護十一世任命為湖北省老河口宗座代牧區宗座代牧，領銜利比亞安皮爾戈斯教區主教。同年5月28日，由長沙宗座代牧翁德明主教主禮，宜昌宗座代牧楊睦多主教和陝西中境宗座代牧希賢主教襄禮晉牧。
1929年，費主教襄禮陝西省漢中府宗座代牧巴明善主教晉牧。
1930年10月18日，恩禮奇主教因病榮休，並在穀城縣茶園溝修院休養。1931年5月，恩主教被中共工農紅軍逮捕，直到9月才因病情惡化而被釋放。1931年11月23日，恩禮奇主教在中華民國湖北省老河口去世，享年45歲。